# سیارک ۱۴۵۵۳۴
سیارک ۱۴۵۵۳۴ (به انگلیسی: 145534 Jhongda، نامگذاری:2006GJ) صد و چهل و پنج هزار و پانصد و سی و چهارمین سیارک کشف شده‌است که در ۱ آوریل ۲۰۰۶ کشف شد.